# Herman de Saxonia

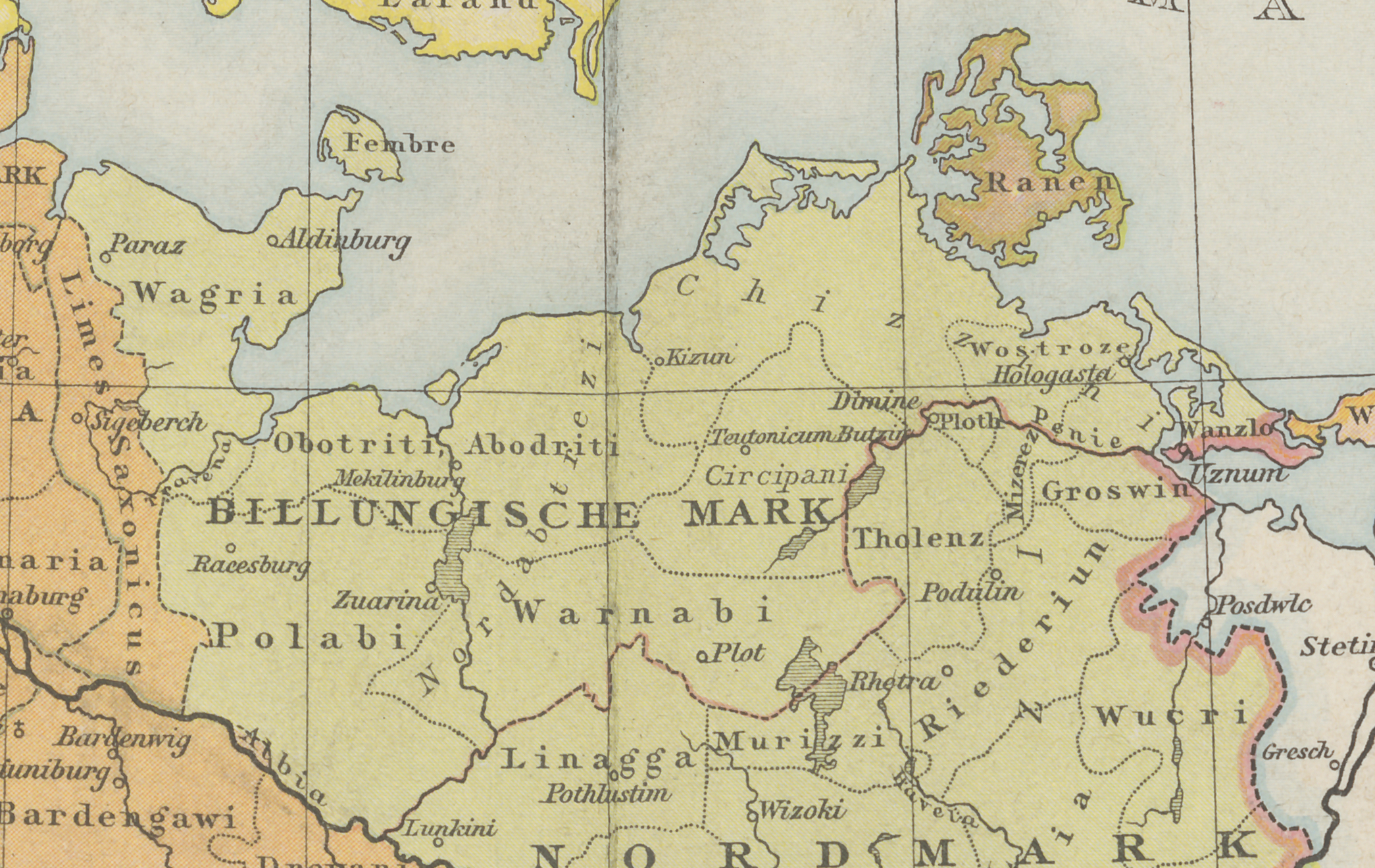
Marca Billungilor în jurul anului 1000

Herman (n. 900 sau 912 – d. 27 martie 973), membru al familiei Billungilor, a fost margraf de Saxonia.
Herman era fiul lui Billung de Stubenskorn (n. cca. 860-d. 967) cu Ermengarda de Nantes. El este de obicei considerat ca primul duce de Saxonia aparținând familiei Billungilor, însă această poziție nu este clară. Regele Otto I "cel Mare" l-a numit pe Herman ca margraf în anul 936, conferindu-o mărcile de la nord de Elba, situate între Limes Saxoniae și râul Peene. Având o mai mare autonomie decât margraful său contemporan Gero, Herman a stabilit tributul exact din partea slavilor polabi care populau ceea ce va deveni Marca Billungilor. El a purtat numeroase lupte împotriva triburilor slave ale redarilor, obodriților și wagrilor.
Din 953, regele Otto I, care era totodată și duce de Saxonia, a început să se încreadă tot mai mult în Herman în ce privește chestiunile Saxoniei, acordându-i acestuia tot mai multă autoritate pe durata absențelor sale din regiune. Cu toate acestea, Herman nu a fost niciodată numit ca duce în documentele regale. În schimb, el figurează drept conducător militar, conte sau margraf. Fiul său, Bernard I a moștenit și a întărit pozițiile tatălui său și a reușit să fie recunoscut ca duce.
Herman avea proprietăți în jurul Lüneburgului și a întemeiat mănăstirea dedicată Sfântului Mihail din acel oraș. El a murit în Quedlinburg.

## Descendenți
Herman Billung a fost căsătorit probabil de dpuăori, prima dată cu o anume Oda (care a murit în data de 15 martie, fără a se cunoaște anul), iar a doua oară cu Hildegarda de Westerbourg.
El a avut cinci copii:
- Bernard I (d. 1011), duce de Saxonia
- Liutger (d. 26 February 1011), conte în Westfalengau, atestat în 991, înmormântat în Sf. Mihail din Lüneburg; acesta a fost căsătorit cu Emma (d. 3 decembrie 1038).
- Svanhilda (n. între 945 și 955, d. 28 noiembrie 1014, înmormântată în mănăstirea din Jena; a fost căsătorită în 970 cu Thietmar I (d. după 979), margraf de Meissen, iar a doua oară, înainte de anul 1000 cu Eckhard I (d. 30 aprilie 1002)
- Matilda (n. între 935 și 945, d. 25 mai 1008 în Ghent St. Peter), căsătorită prima dată în 961 cu contele Balduin al III-lea de Flandra (d. 1 ianuarie 962); a doua oară 963 sau 982 cu contele Gottfried der Gefangene (d. 1002), conte de Verdun
- Imma, abatesă de Herford din 995

1. ↑  Hermann Billung Herzog von Sachsen, The Peerage, accesat în 9 octombrie 2017
2. 1 2 3  The Peerage